# جيروم
جيروم (من مواليد ما بين 342م و347م – و وفيات 30 سبتمبر 420م)، المعروف أيضًا باسم جيروم ستريدون، هو كاهن كاثوليكي ومعترف ولاهوتي ومؤرخ. يشتهر باسم القديس جيروم.
ولد جيروم في ستريدون [الإنجليزية]، وهي قرية تقع بالقرب من إمونا (تعرف اليوم ليوبليانا عاصمة سلوفينيا) على حدود دالماتيا وبانونيا. اشتهر بترجمته للكتاب المقدس إلى اللاتينية (الترجمة التي أصبحت تعرف باسم النسخة اللاتينية للإنجيل) وتعليقاته على الكتاب المقدس بأكمله. حاول جيروم إنشاء ترجمة للعهد القديم بناءً على النسخة العبرية بدلاً من الترجمة السبعينية كما في ترجمات الكتاب المقدس اللاتينية السابقة. قائمة كتاباته واسعة النطاق. بالإضافة إلى أعماله الكتابية، كتب مقالات جدلية وتاريخية، دائمًا من وجهة نظر لاهوتية.
كان جيروم معروفًا بتعاليمه حول الحياة الأخلاقية المسيحية، خاصة لأولئك الذين يعيشون في المراكز العالمية مثل روما. وفي كثير من الحالات، ركز اهتمامه على حياة النساء وحدد كيف ينبغي للمرأة المكرسة ليسوع أن تعيش حياتها. ينبع هذا التركيز من علاقاته الوثيقة مع العديد من الزاهدات البارزات اللاتي كن أعضاء في عائلات أعضاء مجلس الشيوخ الثرية.
بسبب أعماله، تم الاعتراف بجيروم كقديس ومعلم الكنيسة من قبل الكنيسة الكاثوليكية، وكقديس في الكنيسة الأرثوذكسية الشرقية، والكنيسة اللوثرية، والكنيسة الأنجليكانية. يوم عيده هو 30 سبتمبر (بالتقويم الغريغوري).